# Hello Zepp
Hello Zepp (с англ. — «Привет, Зепп») — первоначально так назывался фрагмент музыкальной композиции, которая была создана Чарли Клоузером для первой части серии фильмов «Пила». Использование в первом фильме музыкальной темы должно было принести драматический тон концовке, в которой основной антагонист, названный Зеппом Хиндлом, на самом деле является жертвой реального антагониста Конструктора (имя персонажа в сценарии пишется «Zep», в то время как музыкальное произведение названо «Zepp»). По мере продолжения серии, композиция была повторно использована во всех фильмах, часто переименовывалась и на её основе создавались ремиксы для акцентирования внимания на меняющихся ситуациях и на символах в каждом фильме. Песня, написанная в тональности ре минор, в настоящее время является темой всей франшизы.

## Миксы

### Фильмы
В настоящее время насчитывается тридцать семь версий или миксов «Hello Zepp».
- Saw (2003): «Zepp Overture»
- Saw (2004): «X Marks the Spot», «Hello Zepp», «Zepp Overture»
- Saw II (2005): «I’ve Played Before»/«Played», «Cut Necks», «Conscious», «Hello Eric»
- Saw III (2006): «Amanda», «Surprised», «Shithole», «Your Test», «Final Test»
- Saw IV (2007): «Just Begun», «Just Begun (Alt.)», «Just Begun (Alt. 1)», «Just Begun (Alt. 2)», «Help Them», «Help Them (Alt.)», "New Game (Alt.), «Step Back (Alt.)», «Lesson», «Let Go»
- Saw V (2008): «Saw V Title», «Zepp Five»
- Saw VI (2009): «Jill Drives (Mix 1)», «Jill Drives (Mix 2)», «Severed Hand (Mix 1)», «Severed Hand (Mix 2)», «Zepp Six 1», «Zepp Six 2», «Hoffman’s Zepp»
- Saw 3D (2010): «Cauterize», «Only You», «Support Group», «Junkyard», «Autographs», «Jill’s Zepp», «Hoffman Escape» «Dr. Gordon Montage», «The Final Zepp»
- Jigsaw (2017): «Chase Edgar», «Shotgun», «Laser Collars», «Zepp Eight»
- Spiral (2021): «You OK?», «Zepp Nine»
- Saw X (2023): «Zepp X», «Post Credits X»

### Саундтреки
Четырнадцать версий или миксов «Hello Zepp» было выпущено для различных саундтреков «Пилы».
- Saw: «Hello Zepp», «Zepp Overture»
- Saw II: «Don’t Forget the Rules», «Hello Eric»
- Saw III: «The Shithole Theme» (rearranged & renamed), «Final Test» (в альбоме переименован в «The Final Test»)
- Saw IV: «Just Begun», «Let go»
- Saw V: «Zepp Five»
- Saw VI: «Zepp Six», «Hoffman’s Zepp»
- Saw 3D: «Cauterize», «Only You», «Junkyard», «Support Group», «Autographs», «Dr. Gordon Montage», «The Final Zepp»
- Jigsaw: «Chase Edgar», «Shotgun», «Laser Collars», «Zepp Eight»
- Spiral: «You OK?», «Zepp Nine»
- Saw X: «Zepp X», «Post Credits X»